# Kiska Island

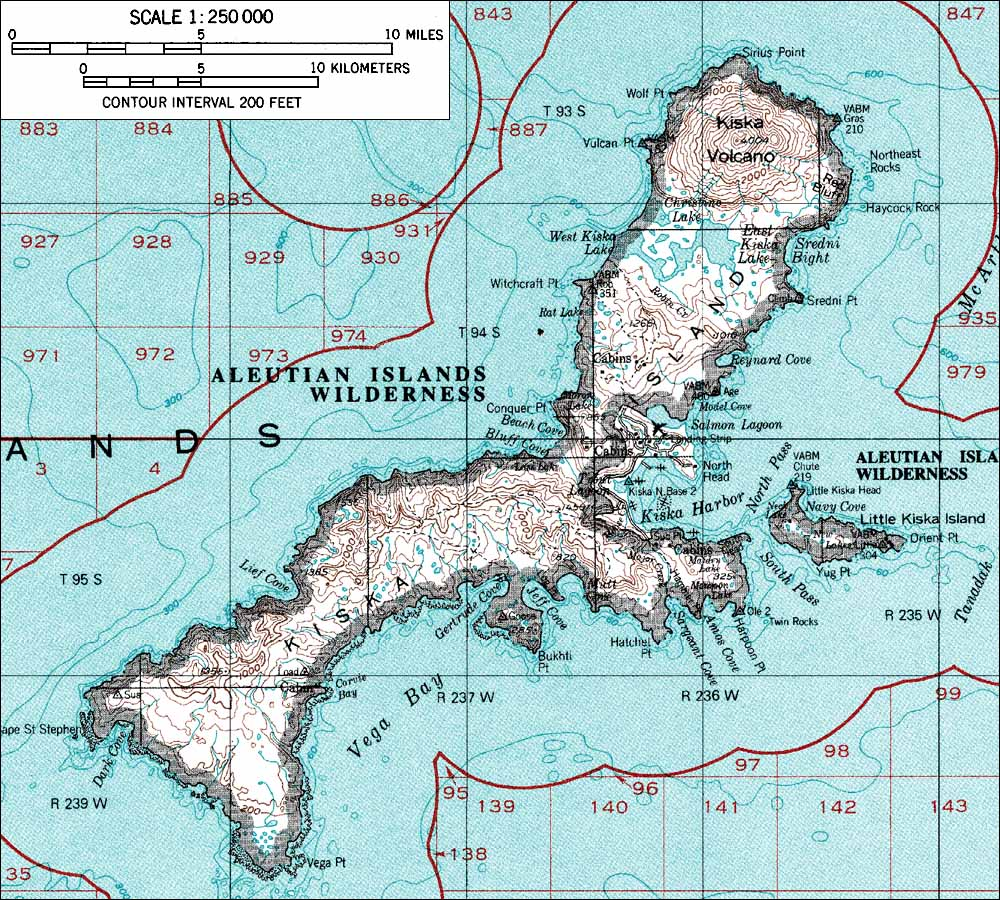
Historische Landkarte von Kiska

Kiska (aleutisch: Qisxa) ist eine Insel der Rat Islands innerhalb der Inselgruppe der Aleuten im US-Bundesstaat Alaska. Die Insel ist 35 km lang und max. 9,7 km breit.
Am nördlichen Ende der Insel liegt mit dem Mount Kiska ein Schichtvulkan. Er ist 1221 m hoch und misst zwischen 8,5 und 6,4 km im Durchmesser. Bei einer Eruption des Vulkans am 24. Januar 1962 entstand ein Schlackenkegel an seiner Flanke und Lava trat aus. Der Vulkan ist regelmäßig aktiv, kleinere Mengen Lava, Asche und Dampf treten immer wieder aus.

## Geschichte
Auf seiner Großen Nordischen Expedition (1733–1743) erforschte Vitus Bering Teile der Aleuten und entdeckte 1741 Kiska. Georg Wilhelm Steller, ein Naturwissenschaftler, der mit auf der Expedition Berings fuhr, schrieb anlässlich der Entdeckung in sein Tagebuch:

„Den 25sten October hatten wir sehr klares Wetter mit Sonnenschein. Dennoch hagelte es Nachmittags zu verschiednenmalen. Am Morgen erblickten wir mit Verwunderung eine grosse hohe Insel auf 51 Graden von uns im Norden, welche wir auf der Hinreise vierzig Meilen von uns in Osten hatten. Man befand sich am Mittag auf 50 Grad 35 Minuten Norderbreite.“

Ab 1775 wurde Kiska, ebenso wie Alaska und die Aleuten, Handelsstation für den Pelzhandel in Nordamerika, der durch den Russen Grigori Iwanowitsch Schelichow organisiert wurde.
1867 wurde Alaska von den Vereinigten Staaten vom Russischen Reich gekauft (Alaska Purchase). Darin enthalten war auch Kiska.

### Zweiter Weltkrieg
Am 6. Juni 1942 landeten 500 japanische Marineinfanteristen auf der Insel. Ziel der Operation war es, von den Vorbereitungen der Schlacht von Midway abzulenken. Die Japaner töteten zwei Mitglieder einer Wetterstation und nahmen acht gefangen. Am nächsten Tag besetzten sie Attu Island.
Die Insel hatte zum damaligen Zeitpunkt nur eine geringe militärische Bedeutung. Die psychologische Wirkung war durch die erstmalige Besetzung amerikanischen Territoriums durch einen souveränen Staat jedoch groß. Im Winter 1942/43 erhöhten die Japaner die Besatzungstruppen auf 2000 Mann, legten Verteidigungsanlagen und ein Flugfeld an.

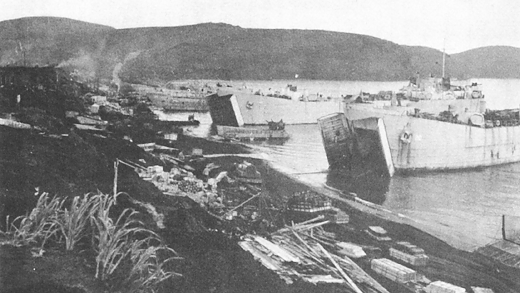
Landungsfahrzeuge der US-Truppen

Die Amerikaner versuchten nun die Insel wieder in ihren Besitz zu bringen. So wurde begonnen, die Nachschublinien der Japaner zu unterbrechen (Seeschlacht bei den Komandorski-Inseln), und die Insel wurde mehrmals bombardiert. Trotzdem verstärkten die Japaner die Besatzungstruppen nun auf 4500 Mann, um einerseits die weitere Eroberung der Aleuten vorzubereiten und andererseits zu verhindern, dass die Amerikaner die Kurilen besetzten.
Am 17. August 1943 wurde die Insel von Amerikanern und Kanadiern kampflos im Rahmen des Feldzuges um die Aleuten eingenommen. Im Laufe der Operation Cottage landeten fast 35.000 Alliierte auf der Insel. Sie mussten jedoch feststellen, dass die Japaner Kiska bereits geräumt hatten. Trotzdem starben 103 Soldaten aufgrund von friendly fire, einer Seeminenexplosion und japanischen Sprengfallen.
Mit der Räumung der Insel wurden die Japaner endgültig vom amerikanischen Territorium vertrieben. Die Insel spielte im weiteren Kriegsverlauf trotz ihrer strategisch günstigen Lage nur eine geringe Rolle. Der ehemalige japanische Stützpunkt wurde 2008 als Teil des World War II Valor in the Pacific National Monument als Gedenkstätte des Bundes ausgewiesen.

### Nach 1945
1983 wurde durch das 87th Mountain Infantry Regiment ein Gedenkstein auf der Insel aufgestellt. Dessen Inschrift lautet:

“To the men of Amphibious Task Force 9 who fell here August 1943 placed here August 1983 by 87th Mountain Infantry Regiment.”

Heute ist die Insel eine National Historic Landmark und steht unter dem Schutz der Regierung. Sie gehört außerdem zum Alaska Maritime National Wildlife Refuge und verfügt über die größte Population von Schopf- und Zwergalken. Die Seevögelpopulationen der Insel sind jedoch durch die Ausbreitung von Ratten stark gefährdet.
Ein großes Umweltproblem auf der Insel sind die Überreste des Zweiten Weltkriegs. Durch die klimatisch bedingten langsamen Korrosionsprozesse finden sich allerorten verrostete Kanonen, Schiffswracks und sonstiges militärisches Ausrüstungsmaterial.
2007 wurde vor der Küste das lange verschollene U-Boot USS Grunion gefunden.